# 107-mm-Kanone M1910/30

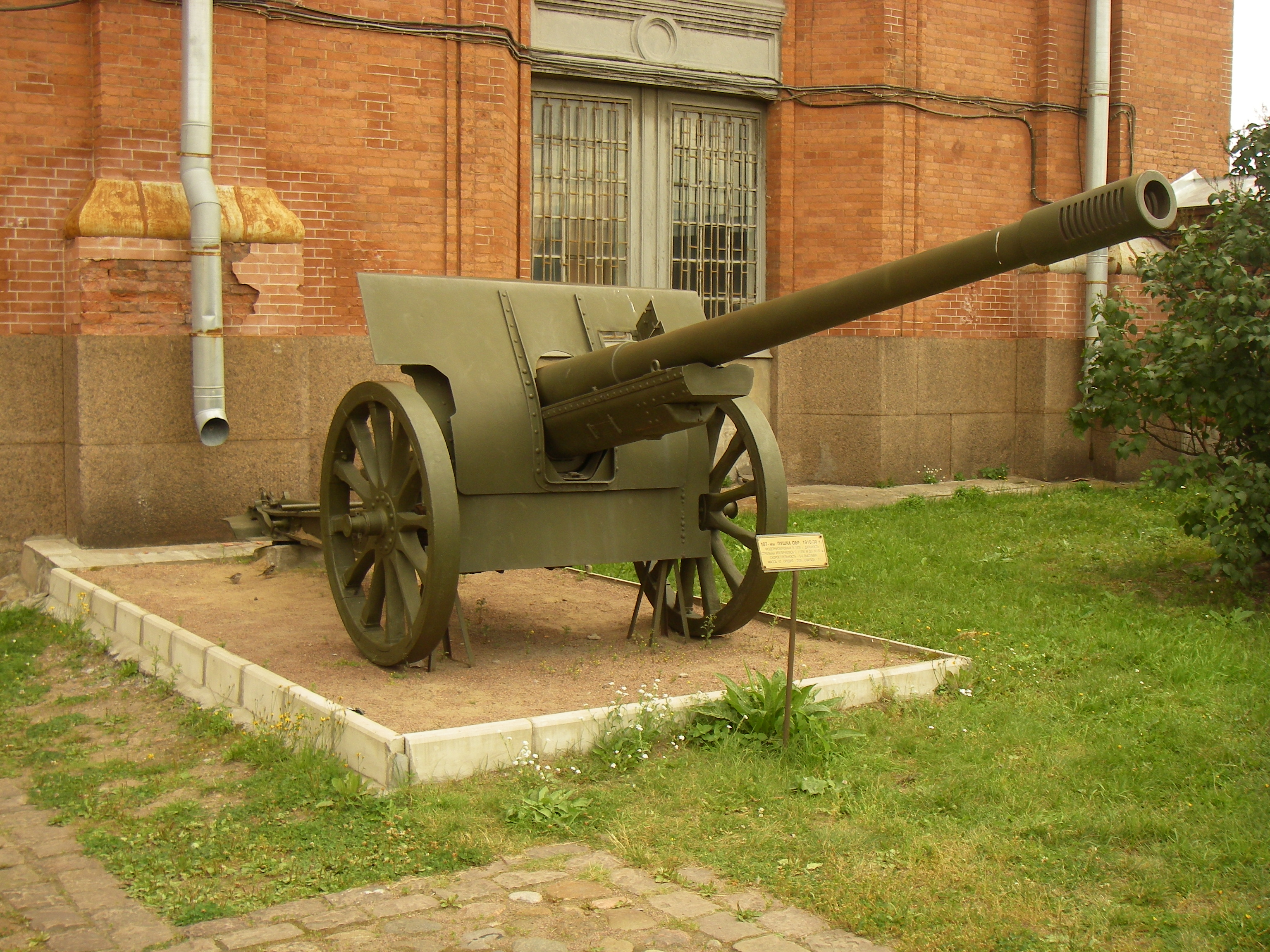
107-mm-Kanone M1910/30

Die 107-mm-Kanone M1910/30 (russisch 107-мм пушка обр. 1910/30 гг.) war eine sowjetische schwere Feldkanone mit einem Kaliber von 106,7 mm, die in den bewaffneten Konflikten der Zwischenkriegszeit und während Zweiten Weltkriegs verwendet wurde. Sie war eine nachfolgende Entwicklung der 107-mm-Kanone M1910 des Ersten Weltkrieges und wurde im Jahr 1930 modernisiert. Insgesamt wurden über 863 Exemplare hergestellt.
Beim Angriff auf die Sowjetunion erbeutete die deutsche Wehrmacht Geschütze dieses Typs und führte diese für eine eigene Verwendung mit der Bezeichnung 10,7-cm-Kanone 352 (r).

## Technische Daten
| 107-mm-Kanone M1910/30            | |
| Allgemeine Eigenschaften          | |
| Klassifikation                    | schwere Korpskanone                                                                                    |
| Entwickler                        | Französische Firma Schneider im Jahr 1910, Modernisierung im Hauptartillerieamt im Jahr 1930           |
| Hersteller                        | Bolschewik-Werk in Leningrad Sawod „Barrikady“(Barrikady Werke in Stalingrad, russ. завод „Баррикады“) |
| Länge ohne Protze                 | 7530 mm                                                                                                |
| Breite                            | 2064 mm                                                                                                |
| Höhe                              | 1735 mm                                                                                                |
| Gewicht in Feuerstellung          | 2535 kg                                                                                                |
| Gewicht in Fahrstellung           | 3000 kg                                                                                                |
| Mannschaft                        | 8 Mann (Geschützführer, zwei Richtschützen, fünf Lade- und Munitionsschützen)                          |
| Baujahre                          | 1932–1935                                                                                              |
| Stückzahl                         | über 863                                                                                               |
| Rohr                              | |
| Kaliber                           | 106,7 mm                                                                                               |
| Rohrlänge mit Mündungsbremse      | 4054 mm (L/38)                                                                                         |
| Rohrlänge (gezogener Lauf)        | 3907 mm (L/36,6)                                                                                       |
| Höhe der Schusslinie              | 1175 mm                                                                                                |
| Feuerdaten                        | |
| Höhenrichtbereich                 | −5° bis +37°                                                                                           |
| Seitenrichtbereich                | 6° |
| Höchstschussweite                 | 16.130 m                                                                                               |
| Feuerrate                         | 5–6 Schuss/min                                                                                         |
| Beweglichkeit                     | |
| Bodenfreiheit                     | 360 mm                                                                                                 |
| Höchstgeschwindigkeit im Kraftzug | 12 km/h                                                                                                |